# Mairinque (kommun)
Mairinque är en kommun i Brasilien.   Den ligger i delstaten São Paulo, i den sydöstra delen av landet, 900 km söder om huvudstaden Brasília. Antalet invånare är 43 225.
Följande samhällen finns i Mairinque:
- Mairinque

Runt Mairinque är det i huvudsak tätbebyggt. Runt Mairinque är det tätbefolkat, med 343 invånare per kvadratkilometer.